# IC 1305
IC 1305 — галактика типу EN (емісійна туманність) у сузір'ї Лисичка.
Цей об'єкт міститься в оригінальній редакції індексного каталогу.